# Rolf Thorsen
Rolf Thorsen, född den 22 februari 1961 i Zürich i Schweiz, är en norsk roddare.
Han tog OS-silver i scullerfyra i samband med de olympiska roddtävlingarna 1992 i Barcelona.